# Тоджикістонський джамоат
Тоджикісто́нський джамоат (тадж. Ҷамоат Тоҷикистон) — джамоат у складі Балджувонського району Хатлонської області Таджикистану.
Адміністративний центр — село Окбулок.
Населення — 4840 осіб (2010; 5030 в 2009, 4504 в 2005).
До складу джамоату входять 5 сіл:
| Населений пункт | Стара назва | Населення, осіб (2009) | Населення, осіб (2010) |
| --------------- | ----------- | ---------------------- | ---------------------- |
| Калтачинор      | -           | 346                    | 320                    |
| Окбулок         | Окбулок     | 1880                   | 1767                   |
| Салмолі-Дашт    | Солмолідашт | 1100                   | 1186                   |
| Файзобод        | -           | 789                    | 730                    |
| Шахіді-Бобохон  | -           | 915                    | 837                    |